# Джуринский, Болеслав Филиппович
Болеслав Филиппович Джуринский (1932—1999) — российский учёный в области химии редких элементов и неорганических полимеров, лауреат Курнаковской премии (1981).
Окончил МИФИ (ученик И. В. Тананаева).
Работал в ИОНХ, с 1990 г. первый заведующий лабораторией химии редких элементов и неорганических полимеров.
Доктор химических наук, профессор. Докторская диссертация:
- Бораты редкоземельных элементов : дис. … докт. хим. наук : 02.00.00. — Москва, 1972. — 457 с.

Лауреат Курнаковской премии (1981).
Сочинения:
- Особенности кристаллохимии соединений редкоземельных элементов / Г. А. Бандуркин, Б. Ф. Джуринский, И. В. Тананаев; Отв. ред. В. И. Пахомов. — М. : Наука, 1984. — 229 с. — (Химия редких элементов)
- Спектрофотометрическое изучение состава и строения бромидных и йодидных комплексов кобальта / Б. Ф. Джуринский, И. В. Тананаев // Докл. АН СССР, 140:2 (1961), 374—376
- Изучение взаимодействия в системах Co(NO3)2 — KBr, Co(NO3)2 — KJ в нитратном расплаве / И. В. Тананаев, Б. Ф. Джуринский. // Докл. АН СССР, 135:1 (1960), 94-97
- Джуринский Б. Ф. Периодичность свойств редкоземельных элементов // Журнал неорганической химии, 1980, т. 25, вып. 2, с. 79—86.